# 문화부부인
문화부부인 문화류씨(1598년 10월 27일 ~ 1676년 8월 3일)는 조선 후기의 왕족으로, 능양군의 동생 능원군 이보의 첫번째 부인이다.
1628년 유효립의 옥사로 친정아버지 유효립이 처형되자 능양군은 그녀에게 이이(離異, 이혼)를 요구했지만, 남편 능원군은 그를 내치기를 거절하였다. 결국 첩으로 깎인 뒤에 능원군 사저에서 계속 머무르는 것으로 허용되었다. 사후 숙종 때인 1699년 복권되어 작첩을 돌려받았다.

## 생애
유효립(柳孝立)의 딸로, 선조의 다섯째 서자인 정원군 부의 차남 능원군 보와 가례를 올렸다. 친정아버지 유효립은 광해군의 장인이자 폐비 유씨의 친정아버지 유희분(柳希奮)의 조카로, 유희분의 형 유희견(柳希鏗)의 아들이다. 슬하에 자녀가 있었지만 요절하였고, 이이의 명을 받고 첩으로 강등된 뒤에는 자녀를 낳지 못하였다. 1628년유효립 등이 광해군을 상왕으로 추대한 뒤 인성군 공을 왕으로 세우려는 음모가 적발되자, 그는 능양군에게서 이이(離異, 이혼)의 명을 받았지만 능원대군이 완강하게 거절하여 실패한다.
1628년 유효립의 옥사가 발생하자, 그해 10월부터 능원군의 부인 유씨를 역적의 딸인데 사묘인능양군의 사친 묘)의 주부로 둘 수 없다 하여 양사가 파직을 청하였다만 왕이 듣지 않았다. 그해 11월 옥당에서 유효립의 딸이 낳은 자손들은 역적의 외손인데, 이들로 사묘를 봉사하게 할 수 없다고 상차하였고, 예조에서도 계를 올려 유효립의 딸을 정원군의 제사를 지내게 할 수 없다고 하였지만 왕이 듣지 않았다. 능양군은 능원군에게 군부인 유씨와 이혼을 요구했지만 그는 완강하게 거절했고, 작호는 깎였지만 계속 능원군의 집에 머무를 수 있었다. 능원군이 유씨를 내보내기를 완강하게 거절하므로 능양군은 결국 '의지하여 돌아갈 곳이 없는데 이제 내치는 것은 불쌍하다. 강등시켜 첩으로 삼게 하여 인정과 의리가 아울러 행해지도록 하라.'는 명을 내린다. 후일 능원군의 서자 영풍군 식이나 금천군(錦川君) 지(榰)가 군부인 유씨의 억울함을 여러번 상소하여 복작시키게 된다.
1656년 남편 능원군이 죽고도 한성부 이현(梨峴)의 능원군 사저에서 계속 거주하였고, 1676년 8월 3일에 이현 사저에서 사망하였다. 사망 당시 78세였다.
1699년(숙종 25) 숙종의 특명으로 작첩을 돌려받고 복권되었다. 뒤에 남편 능원군 묘소에 합폄하였다.

## 같이 보기
- 유효립의 난
- 유효립
- 능원대군
- 문성군부인